# Jeffrey Esser
Jeffrey Maikel Esser (Alkmaar, 20 maart 1987) is een Nederlands voetballer. Esser speelde in het eerste elftal van de betaaldvoetbalclub Telstar tot medio 2009. Sinds de zomer van 2009 kwam hij uit voor Hollandia Hoorn dat uitkomt in de Topklasse. In de zomer van 2011 stapte hij over naar de amateurs van AFC'34 in Alkmaar, uitkomend in de zondaghoofdklasse. 
Jeffrey Esser voetbalde in zijn jeugd bij de amateurs van Kolping Boys in Oudorp. Vanaf zijn 15e tot aan zijn 22e levensjaar speelde de linksbenige aanvallende middenvelder bij Telstar. Zijn debuut in het betaaldvoetbal maakte hij in het seizoen 2007/2008 in een thuiswedstrijd tegen ADO Den Haag.
Esser volgde tijdens zijn voetballoopbaan een opleiding aan de Hogeschool van Amsterdam tot een Bachelorgraad als Sportmanager en behaalde in 2010 het trainersdiploma Trainer/Coach 2. Zijn jongere broer Ryan Esser, destijds uitkomend voor Alkmaarsche Boys, was in 2006 op 15-jarige leeftijd de jongste speler ooit in de KNVB Beker.